# Médaille Alvar-Aalto
Pour les articles homonymes, voir Aalto.
La médaille Alvar-Aalto a été créée par le Musée de l'architecture finlandaise et l'Association finlandaise des architectes (SAFA). Cette médaille est remise par intermittence depuis 1967, date à laquelle elle est créée en l'honneur de l’architecte Alvar Aalto. Cette récompense est accordée en reconnaissance d'une contribution significative à la création architecturale. La cérémonie de remise de la médaille se déroule souvent au Symposium Alvar-Aalto, qui se tient tous les quatre ans à Jyväskylä, la ville où Alvar Aalto a ouvert son cabinet en 1923.

## Récipiendaires de la médaille Alvar-Aalto
| Année | Récipiendaire                       | Pays        |
| ----- | ----------------------------------- | ----------- |
| 1967  | Alvar Aalto                         | Finlande    |
| 1973  | Hakon Ahlberg                       | Suède       |
| 1978  | James Stirling                      | Royaume-Uni |
| 1982  | Jørn Utzon                          | Danemark    |
| 1985  | Tadao Ando                          | Japon       |
| 1988  | Alvaro Siza                         | Portugal    |
| 1992  | Glenn Murcutt                       | Australie   |
| 1998  | Steven Holl                         | États-Unis  |
| 2003  | Rogelio Salmona                     | Colombie    |
| 2009  | Tegnestuen Vandkunsten              | Danemark    |
| 2012  | Paulo David                         | Portugal    |
| 2015  | Fuensanta Nieto et Enrique Sobejano | Espagne     |
| 2017  | Zhang Ke                            | Chine       |